# Poqet PC

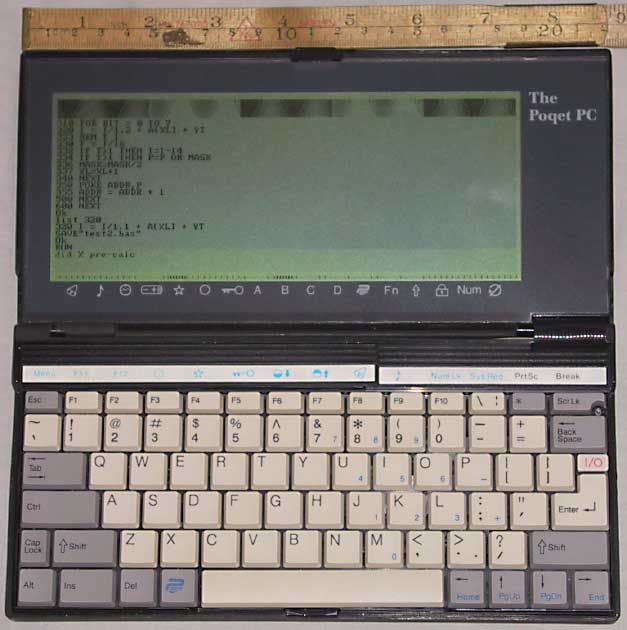
Poqet PC

El Poquet PC, un muy pequeño portátil PC compatible con IBM  , introducido en 1989 por Poqet Computer Corporation con un precio de 2000 dólares.  La computadora se suspendió después de que Fujitsu Ltd. compró Poqet Computer Corp.  Fue el primer computador compatible con PC de IBM con factor de forma de subportatil que ejecutó MS-DOS .La PC Poqet funciona con dos baterías de tamaño AA.  Mediante el uso de una administración de energía agresiva, que incluye detener la CPU entre pulsaciones de teclas, las baterías pueden alimentar la computadora desde cualquier par de semanas hasta un par de meses, dependiendo del uso.  La computadora también utiliza una función de "encendido instantáneo", por lo que, después de apagarla, puede volver a usarse inmediatamente sin tener que pasar por una secuencia de arranque completa.  La PC Poqet es comparable a la HP 95LX / HP 100LX / HP 200LX y las computadoras de mano Atari Portfolio .

## Poqet PC, "Classic" y Prime
Se produjeron tres variantes.  El Poqet PC fue el primero en ser presentado y el Poqet PC Prime lo siguió poco después.  (La versión original fue posteriormente renombrada como Poqet PC "Clásica").  Varios años más tarde, se introdujo el Poqet PC Plus.  La principal diferencia entre el Poqet PC Classic y el Prime fue la expansión de la memoria RAM de 512 a 640 KB y mejora de las funciones de gestión de energía.

### Especificaciones
- Tamaño: 8,8 pulgadas (223,5 mm)     x 4,3 pulgadas (109,2 mm)     x 1 pulgada (25,4 mm)
- Peso: 1,2 libras (0,5 kg) con pilas
- Duración de la batería: 50–100 horas (espere mucho menos si ejecuta programas largos que requieren un uso intensivo de la CPU (10-20 h aprox. ))
- Microprocesador: 80C88 / 7 megahercios
- Memoria: 640  KB SRAM
- Pantalla: DSTN reflectante (sin luz de fondo)
- Compatibilidad de pantalla: MDA : 80 × 25 caracteres 
CGA : 640 × 200 píxeles
- PCMCIA : 2 × Tipo I, Ranuras para tarjetas de memoria Revisión 1.0
- Almacenamiento secundario: Unidad A: 512 KB-2   MB PCMCIA (no incluido) 
Unidad B: 512-2   MB PCMCIA (no incluido) 
Unidad C: 768   KB ROM drive con MS-DOS 3.3 y PoqetTools 
Unidad D: 22   Unidad de memoria RAM volátil KB
- Software incorporado: MS-DOS 3.3 , PoqetLink y PoqetTools

## Poqet PC Plus

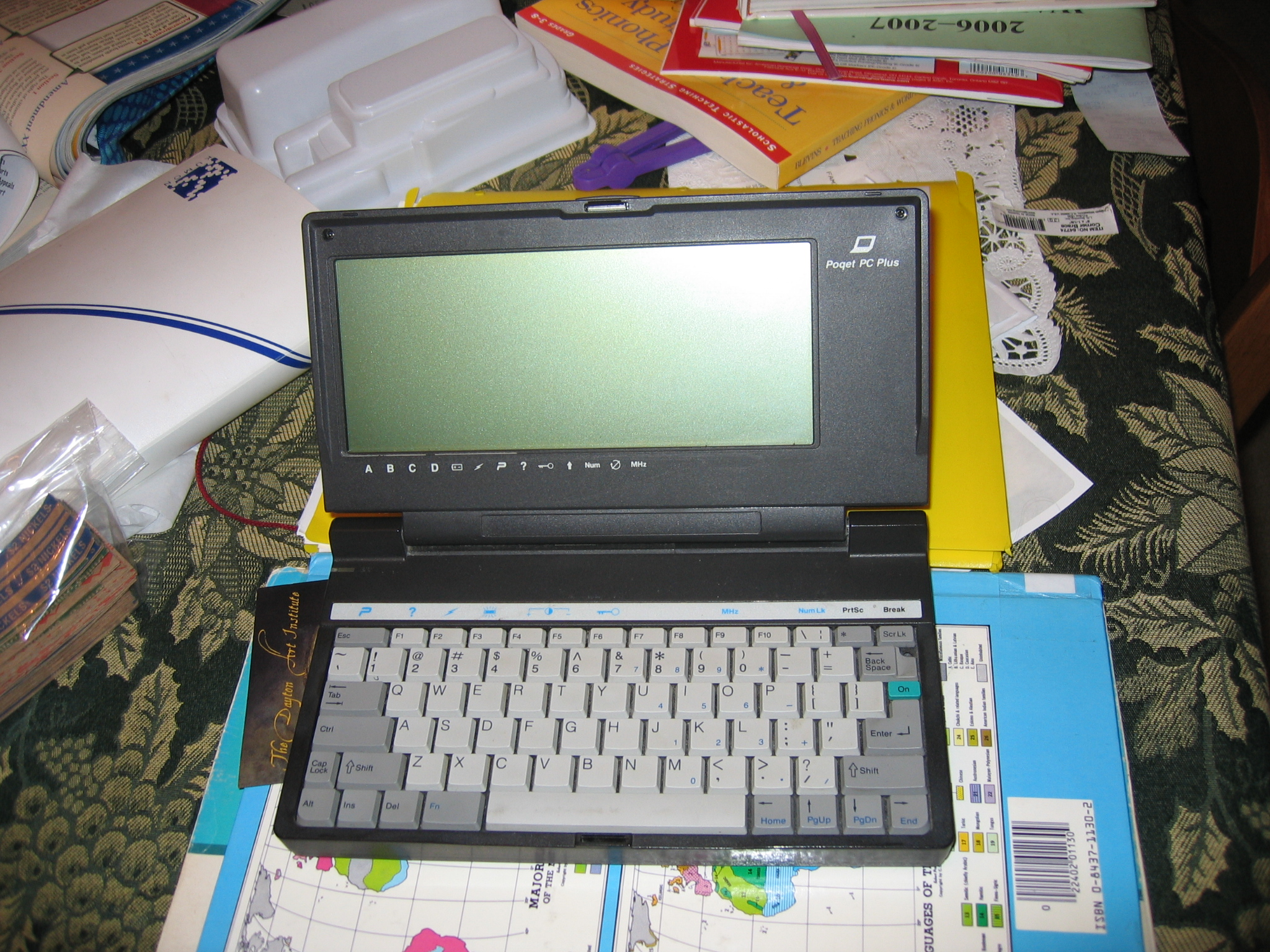
Poqet PC Plus

Varios años después de Poqet Prime y Classic, y algún tiempo después de que Fujitsu comprara Poqet Computer Corp., se presentó el nuevo y mejorado Poqet PC Plus.  El Poqet PC Plus tenía diferencias significativas con los modelos Classic y Prime, algunos mejores que otros.  Cuenta con un paquete de baterías recargables que tiene una carga más pequeña que las ranuras para tarjetas de PC mejoradas "Clásicas" que ahora admiten más tarjetas para PC, una pantalla LCD retroiluminada transflectiva y 2   MB de RAM (640   KB a DOS, 64   KB sombra, y 1-1344   KB para un disco RAM).  La pantalla LCD del "Clásico" de Poqet no tenía luz de fondo y era más propensa a romperse que la Poqet PC Plus.  También solo tomó tarjetas Tipo I, Versión 1.0 SRAM, a diferencia de las tarjetas Tipo II y la Versión 2.0, que incluyen flash, SRAM y algunas tarjetas de módem.  El Plus también tenía más memoria.  A pesar de muchas mejoras, el Plus también tuvo sus inconvenientes.  El Poqet PC Plus era considerablemente más grande y pesado que sus antecesores.  Su peso aproximado fue de 1,83 libras (0,8 kg) diferencia del clásico del 1,2 libras (0,5 kg).También tiene un conector serial de 26 pines en miniatura muy extraño para el cual no hay un adaptador disponible actualmente.  Sin embargo, muchas unidades de disquete y dongles externos de Toshiba utilizaron este mismo conector JAE .  Un aficionado de radio que usa un Poqet ha encontrado una manera de hacer un adaptador adecuado.  Tampoco es totalmente compatible con PCMCIA Release 2.0, por lo que no todas las tarjetas de memoria funcionarán y, como Bryan Mason dice en su sitio de Poqet, solo el "módem Samantha de PNB, Megahertz 14.4   Módem kbit / s con XJACK, y AT&T Paradyne KeepInTouch 14.4   Los módems kbit / s "funcionarán en él.  Además, no todas las tarjetas CompactFlash funcionan en Poqet.  Los usuarios han descubierto que muchas máquinas no funcionan con las tarjetas CF más nuevas.

### Especificaciones
- Tamaño: 9,05 pulgadas (229,9 mm)     x 5,12 pulgadas (130 mm)     x 1,42 pulgadas (36,1 mm)
- Peso: 1,54 libras (0,7 kg)     w / baterías
- Duración de la batería: 3–12 horas (depende de la aplicación)
- Microprocesador: NEC V30 a los 16.   megahercio
- Memoria: 2   MB (memoria por encima de 640   KB es configurable como EMS o un disco RAM. 64   KB está reservado para BIOS sombra.  )
- Pantalla: LCD transflectiva con luz de fondo bajo demanda. 7,25 pulgadas (184,2 mm)     tamaño diagonal.
- Compatibilidad de pantalla: MDA: 80 x 25 caracteres 
CGA: 640 x 200 píxeles
- Expansión: 2 × ranuras PCMCIA Tipo II (casi compatibles con PCMCIA Revisión 2.0). 
1 puerto serial TTL 
1 puerto serie TTL / RS-232 (configurable)
  - Compatibilidad con PCMCIA: compatible con SunDisk (SanDisk) ATA Flash, 3.3   V y 5   V SRAM; Módem KeepInTouch de AT&T Paradyne, Megahertz PCMCIA 14.4   Kbit / s modem con XJACK, y PNB Samantha modem.
- Almacenamiento secundario: Unidad A: Ranura PCMCIA izquierda 
Unidad B: ranura PCMCIA derecha 
Unidad C: unidad ROM con MS-DOS 5.0 
Unidad D: 784   KB Flash Drive 
Unidad E: unidad RAM (si está configurada)
- Software incorporado: MS-DOS 5.0 , controlador EMS, controlador de disco RAM, utilidad Flash, lector de código de barras, software de comunicaciones serie PenConnect, controlador PCMCIA.

## Recepción
El Poqet PC fue uno de los primeros subportátiles que existió en el mercado, y aún hoy en día     es uno de los más pequeños, aunque es golpeado por el HP 200LX .  Se reconoció de inmediato como un hito en la computación portátil cuando PC Magazine otorgó al equipo de desarrollo de PC de Poqet ( Ian Cullimore , John Fairbanks, Leroy Harper, Shinpei Ichikawa, Stav Prodromou ) su codiciado Premio a la Excelencia Técnica para 1989.  El mismo dispositivo que PC World llamó "uno de los 50 mejores gadgets de los últimos 50 años" tuvo una vida útil muy corta, desde solo 1989-1994.  Después de que Poqet fue comprado por Fujitsu, el Poqet pronto fue rechazado.  Por un corto tiempo, el valor de Poqet disminuyó, con el inicio de Windows CE .  Una disminución similar en la demanda de HP 200LX también ocurrió después de la introducción de las máquinas HP Windows CE.  Sin embargo, a pesar del poder de las nuevas máquinas, su sistema operativo pronto demostró ser ineficiente.  Las máquinas Poqets y HP 'LX' DOS tuvieron una demanda muy alta, y recientemente     un HP 200LX se vendió por $ 182 en eBay.  Los poqets también tienen una demanda bastante alta, pero alcanzan precios algo más bajos.  Un negocio de Cherry Hill, NJ, Disks 'n' Data, una vez tuvo un stock de clásicos y ventajas.  Como dijo el propietario de la tienda, Jerry Tessler: "Los vendí a todos en veinte minutos".  A diferencia de ejecutar Windows CE, ejecutar DOS en especificaciones casi estándar significaba que todo, desde Lotus 1-2-3 hasta Zork, funcionaba como se esperaba.